# Bessie McCoy
Pour les articles homonymes, voir McCoy.

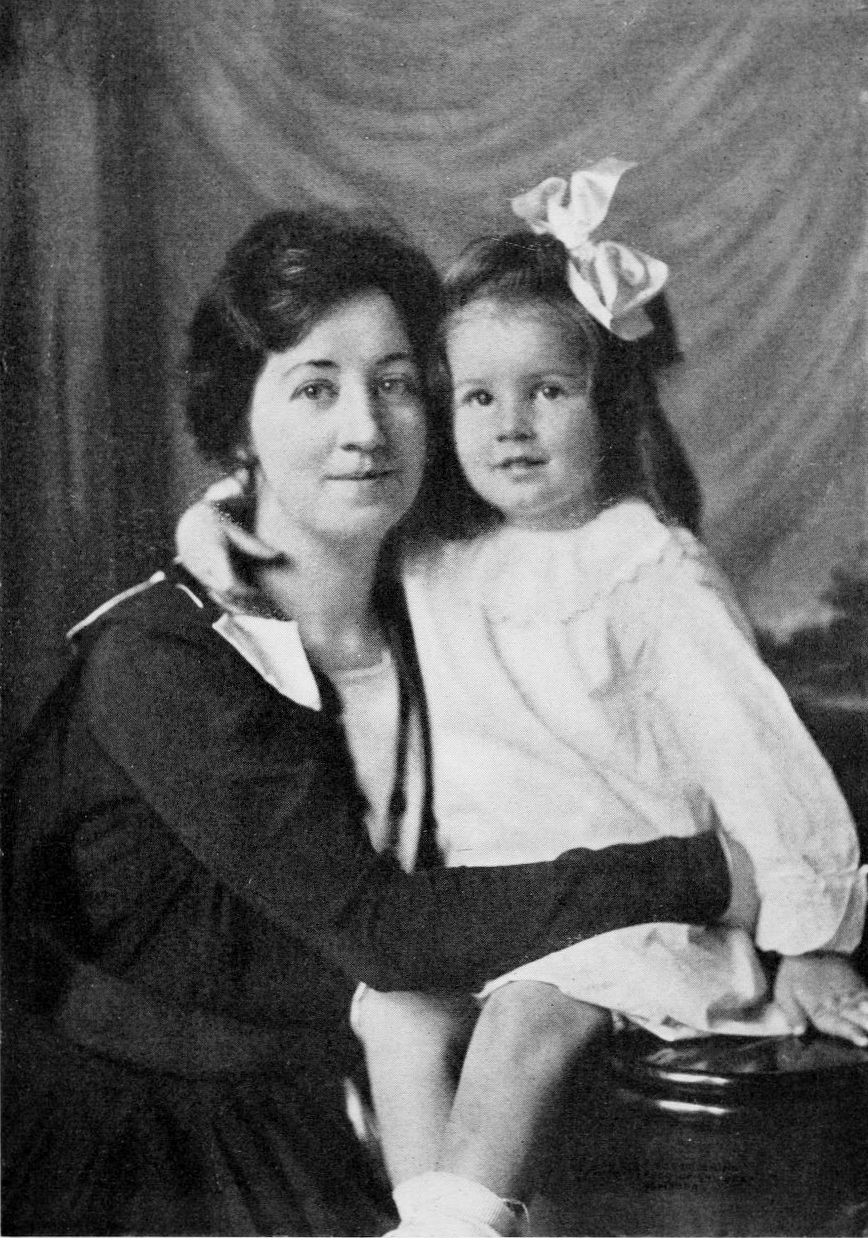
Bessie McCoy et sa fille, Hope Davis, ca. 1917

Bessie McCoy, née à New York en 1884 et morte à Bayonne le 16 août 1931, est une star irlando-américaine de vaudeville surtout connue pour sa chanson à succès de 1908 et sa danse The Yama Yama Man (en), pour laquelle elle est devenue connue sous le nom de "The Yama Yama Girl".

## Biographie
Bessie McCoy est née Elizabeth Genevieve McEvoy dans le Midwest de parents irlandais,. Sa mère et son père forment un groupe de danseurs de sabots irlandais de vaudeville connu sous le nom de McCoy et McEvoy.
Bessie Mc Coy commence sur scène  à l'adolescence avec sa sœur Nellie, en tant que chorus girls. Elle fait une tournée de vaudeville avec sa sœur dans un duo de danse. Son talent pour la danse acrobatique l'amène à être embauchée comme danseuse dans A Trip to Chinatown (en) en 1896. Lorsque la santé de sa sœur se détériore, McCoy continue en solo, obtenant un rôle de danse dans Mam'selle Napoleon, un sketch musical de Gustav Luders (en) qui passe dans un théâtre de Broadway en 1903,. Elle devient une incontournable des shows du New York Hippodrome et apparait dans un certain nombre de comédies musicales de Broadway. En 1906, on lui offre le rôle vedette de Rosalie dans la comédie musicale The Spring Chicken (en),. Elle chante la chanson Yama Yama Man dans la revue Three Twins de Karl Hoschna (en) en 1908, et fait une percée dans The Echo, une comédie musicale sur une musique de Deems Taylor, en 1910,,.
Elle devient célèbre pour son chant paresseux et rauque tout en exécutant des danses acrobatiques inhabituelles, tout en étant vêtue d'un costume de clown avec un chapeau conique surmontée d'un pom-pom.
Elle apparait dans les Ziegfeld Follies de 1911 où elle chante Take Care, Little Girl, dansant le rôle dans Tad's Daffydils, tiré des dessins du dessinateur Tad Dorgan,,.
Lorsque son mari décède subitement, en 1916, elle revient sur scène sous le nom de Bessie McCoy Davis, dans Miss 1917 au Century Theatre,,. Pendant trois ans, elle reprend la "Yama Yama Dance" dans diverses revues The Greenwich Village (1919), Morris Gest's Midnight Whirl (1919) avant de retourner dans le monde du vaudeville où elle passe le reste de sa vie d'interprète.

## Vie privée
En 1911, elle rencontre Richard Harding Davis qui était mariée à l'époque à Cecil Clark, une socialite de Chicago et fille de John M. Clark, président d'une compagnie de téléphone. Ils se marient en 1912 dans le cabinet d'avocats de William C. Rungee, juge de paix à Greenwich, Connecticut, avec Ethel Barrymore et Gouverneur Morris comme témoins. Leur fille, Hope, née trois ans plus tard et Bessie viventdans une maison à Mount Kisco.
En 1931, alors qu'elle est à Bayonne avec Hope sa fille de 16 ans, elle meurt subitement après une opération intestinale d'urgence,.
Hope Davis a épousé Jean Louis Frank Kehrig de Saint-Jean de Luz, en novembre 1933.

## Filmographie
- What's Your Hurry?, court métrage de D.W. Griffith (1909).
- Popular Players Off the Stage, documentaire (1913)
- Starland Review No. 1, documentaire (1922)

## Influence
En 1909, la jeune danseuse Irene Foote commence à imiter Bessie McCoy dansant The Yama Yama Man (en) dans des pièces de théâtre amateurs. La mère d'Irene l'emmène auditionner chez les producteurs de Broadway en utilisant Yama, mais avec peu de succès.Irene a ensuite une carrière réussie dans la danse moderne avec son mari Vernon Castle et en 1939, Ginger Rogers joue le rôle d'Irene dans le film biographique The Story of Vernon and Irene Castle, dans lequel Rogers reconstitue Irene en imitant la danse "Yama Yama Man" de Bessie McCoy pendant une audition,,. Dans Look For The Silver Lining (1949), June Haver joue Marilyn Miller imitant Ginger Rogers imitant Irene Foote imitant la performance de Bessie McCoy.